# بهروز تیموروف
بهروز تیموروف (ترکی آذربایجانی: Bəhruz Teymurov؛ زادهٔ ۱ ژانویهٔ ۱۹۹۴) بازیکن فوتبال است.